# Cruz de la libertad Haakon VII
La cruz de la libertad Haakon VII fue establecida el 18 de mayo de 1945. Se condecora con la medalla al personal noruego o extranjero, ya sea civil o militar, que haya prestado sus servicios al reino durante tiempos de guerra.
- Datos: Q1454329
- Multimedia: King Haakon VII Freedom Cross / Q1454329